# Umwelt
Secondo Jakob von Uexküll, Max Scheler e Thomas A. Sebeok, umwelt (plurale: umwelten; la parola tedesca Umwelt significa "ambiente" o "mondo circostante") è "il fondamento biologico che sta nell'esatto epicentro della comunicazione e del significato dell'animale-uomo (e non)". Il termine è in genere tradotto con "universo soggettivo". Uexküll ha teorizzato che organismi diversi hanno umwelten diversi, anche se condividono lo stesso ambiente. 

## Che cos'è l'Umwelt?
Ogni componente funzionale di un umwelt ha un significato e così rappresenta per l'organismo il modello del mondo. Esso è anche il mondo semiotico ricco di aspetti significativi per ogni particolare organismo. Ogni organismo ricrea e dà una forma al proprio umwelt quando interagisce con il mondo. Questo meccanismo è chiamato "circolo funzionale". La teoria dell'umwelt afferma che la mente e il mondo sono inscindibili, perché è la mente che interpreta il mondo a beneficio dell'organismo. Conseguentemente gli umwelten di diversi organismi differiscono tra loro, come risultato dell'individualità e unicità della storia di ogni singolo organismo. Quando due umwelten interagiscono si crea quella che viene definita una semiosfera.  
L'umwelt inoltre unisce tutti i processi semiotici di un organismo in un tutt'uno. Internamente un organismo è la somma delle sue parti che operano in un circolo funzionale e, per sopravvivere, ogni parte deve co-lavorare e funzionare insieme con le altre. Questo è definito "umwelt collettivo" che modella l'organismo come un sistema centralizzato dal livello cellulare in su. Questo richiede la semiosi di ogni parte per essere connessa in un continuum fluido con ogni altra semiosi operante nello stesso organismo. Nell'eventualità di una qualsiasi perturbazione in questo, l'organismo non lavorerà in modo efficiente e produttivo. Quando la semiosi opera correttamente l'organismo mostra un comportamento intenzionale.